# Agrypon triangulum
Agrypon triangulum là một loài tò vò trong họ Ichneumonidae.